# Kempen & Co
Kempen & Co was een Nederlandse merchant bank met activiteiten op het gebied van vermogensbeheer, effectenbemiddeling en corporate finance. Op 31 december 2019 is Kempen & Co gefuseerd met Van Lanschot. De naam Van Lanschot werd op deze datum gewijzigd in Van Lanschot Kempen Wealth Management. Op 1 juli 2021 is de naam Van Lanschot Kempen Wealth Management aangepast naar Van Lanschot Kempen. 

## Activiteiten
Kempen & Co richt zich op drie kernactiviteiten:
- Asset Management
- Corporate Finance en Equity Capital Markets
- Securities

De asset manager, Kempen Capital Management, heeft een aantal strategieën: Private Markets, Vastgoed, Infrastructuur, Small Caps, Sustainable Value Creation, Hoog Dividendaandelen, Alternative Strategies, Bedrijfsobligaties en Staatsobligaties. Daarnaast verleent het bedrijf fiduciair management-dienstverlening aan institionele beleggers in Nederland en het Verenigd Koninkrijk
Corporate Finance en Equity Capital Markets adviseren (beursgenoteerde) ondernemingen en investeerders in fusies en overnames, beursgangen en aandelenemissies en schuldfinanciering in Europa en de VS. De focus hierbij ligt op Real Estate, Life Science & Healthcare, Financial & Fintech, Renewable Energy en familiebedrijven.
Securities biedt Research op beursgenoteerde ondernemingen in de Real Estate, Life Science & Healthcare, Financial & Fintech, Renewable Energy sectoren en biedt Local Alpha research over bedrijven in de Benelux.
De bank heeft vestigingen in Nederland, België, het Verenigd Koninkrijk en de Verenigde Staten.

## Geschiedenis
Kempen & Co werd in 1903 in Amsterdam opgericht door de Arines Johannes Kempen. De onderneming werd zelfstandig commissionair in effecten en gevestigd aan de Nieuwezijds Voorburgwal 176 te Amsterdam. De compagnon van de heer Kempen is Martinus Dirk de Lange, hij staat voor de co van compagnon in de naam. De beurs van Berlage is een maand voor de oprichting van de commissionair geopend en Kempen & Co specialiseert zich met name in de handel in Nederlands-Indische beursfondsen.
Vlak na het uitbreken van de Eerste Wereldoorlog zegt de heer Kempen zijn lidmaatschap van de Vereeniging voor den Effectenhandel op en De Lange zet de zaak in zijn eentje voort. Het commissionairshuis verhuisde naar Herengracht 357. In 1942 werd de zoon van De Lange medefirmant van het commissionairsbedrijf. In 1952 kreeg hij Piet Harms, werkzaam voor de zaak sinds 1936, naast zich als compagnon. De Lange jr verlaat het bedrijf in 1964 en Piet Harms gaat alleen verder als eigenaar. Piet Harms wordt verantwoordelijk gehouden voor de groei van Kempen & Co tot een van de bekendere commissionairs van de Amsterdamse beurs. De belangrijkste klanten waren destijds nog vooral particuliere beleggers.
Omdat er geen geschikte opvolgers waren verkocht Piet Harms de bank in 1972 aan het Engelse Slater Walker. De bank telt op dat moment vijftien medewerkers. Van Slate Walker werd Joop Krant aangewezen als verantwoordelijke voor de ontwikkeling van de institutionele tak van de bank. Vanaf dat moment richtte Kempen & Co zich ook op dienstverlening aan bedrijven naast de particuliere klanten. Twee jaar later gaat Kempen & Co over in de handen van het Belgische Peterbroeck, Van Campenhout & Cie, tegenwoordig bekend als Petercam. De bank groeit en in 1983 krijgt het een beursnotering. De bank had inmiddels een sterke reputatie en de zaken gaan goed. In 1993 werd Joop Krant directeur van de bank. Hij stuurde aan op Europese uitbreiding met de focus op research en corporate finance activiteiten.

#### Overname door Dexia
In 2001 werd de bank door het Belgische Dexia voor een recordprijs van één miljard euro van de beurs gehaald. Dexia had de ambitie om haar positie op het gebied van securities en capital markets in Europa uit te bouwen door middel van een actief acquisitiebeleid. Deze overname paste in de strategie. De nieuwe combinatie van Kempen & Co en Bank Labouchere, die eerder door Dexia werd overgenomen, zal Dexia Nederland gaan heten en zo'n 1.250 medewerkers tellen. Door de verschillen in cultuur tussen deze twee banken en door de aandelenlease-affaire waar Labouchere mee kampt, wordt de samenvoeging al snel ongedaan gemaakt. Kempen & Co komt binnen het Dexia concern in 2003 weer zelfstandig te opereren. Een jaar later koopt het management van Kempen & Co de bank van moederbedrijf Dexia voor een bedrag van ongeveer € 85 miljoen. Het management wordt onder meer gesteund door HAL Investments, de Friesland Bank en NPM Capital.

#### Bij Van Lanschot
Aan de zelfstandigheid van de bank komt in januari 2007 een einde als de Bossche bank Van Lanschot Kempen & Co voor € 300 miljoen overneemt. De bank betaalt € 190 miljoen in contanten en de rest in aandelen Van Lanschot. HAL had een aandelenbelang van 19,5% in Kempen, en het bod leverde HAL Investments een winst op van ongeveer € 46 miljoen. Het personeel van Kempen had circa 40% van de aandelen in handen, deze werden omgezet in aandelen van het beursgenoteerde Van Lanschot en mochten in de eerste drie jaar na de overname niet verkocht worden. Het bod voor deze overname werd uitgebracht op 7 september 2006. Van Lanschot laat Kempen & Co als separate eenheid en onder eigen naam opereren. De institutionele vermogensbeheeractiviteiten en het effectenbedrijf van Van Lanschot zijn wel volledig geïntegreerd in Kempen & Co, om synergievoordelen te realiseren.
Op 19 december 2016 heeft Kempen & Co zijn bankvergunning ingeleverd om de bedrijfsstructuur te vereenvoudigen. Hiervoor is een nieuwe vergunning voor beleggingsondernemingen in de plaats gekomen. Kempen valt voortaan onder de bankvergunning van Van Lanschot. In 2014 viel het besluit om de activiteiten van Kempen & Co verder te integreren in het moederbedrijf. De eigen raad van bestuur en raad van commissarissen van Kempen & Co zijn in dit kader ook verdwenen. In de executive board van Van Lanschot is de directie van Kempen & Co opgenomen. De twee blijven juridisch aparte entiteiten maar diverse onderdelen zoals de controle-, personeels- en finance-afdelingen zijn inmiddels geïntegreerd.
Op 31 december 2019 is Kempen & Co gefuseerd met Van Lanschot. De naam Van Lanschot werd op deze datum gewijzigd in Van Lanschot Kempen Wealth Management NV. Op 1 juli 2021 is de naam Van Lanschot Kempen Wealth Management NV aangepast naar Van Lanschot Kempen NV. De juridische entiteit Kempen Capital Management N.V. (voor de asset manager) is hierbij blijven bestaan.

## Affaires
Ondanks een reputatie van betrouwbaarheid en deskundigheid waren er toch twee incidenten in het verleden van Kempen & Co.

### Willem Burgers
Als beheerder van het het beleggingsfonds Kempen Orange fund was Willem Burgers gespecialiseerd in de kleinere Nederlandse aandelen. Door zijn expertise op dit gebied noemde men hem de koning van de smallcaps. In 2002 werd hij echter verdacht van handel met voorkennis in de aandelen Landis en RingRosa. Hij stapte noodgedwongen op en werd later door de rechter veroordeeld tot 100 uur taakstraf.

### Wiet Pot
Wiet Pot heeft bij de Amerikaanse zakenbank Goldman Sachs zijn fortuin gemaakt. Terug in Nederland werd hij in 2004 bestuursvoorzitter van Kempen & Co, dat net haar zelfstandigheid had teruggekregen van Dexia. In 2006 concludeerden de Autoriteit Financiële Markten en De Nederlandsche Bank dat Pot zich niet aan de interne regels voor compliance had gehouden. Hij had verzuimd melding te maken van privétransacties en werd gedwongen op te stappen als bestuursvoorzitter bij Kempen & Co.